# Put (Bijbel)
Put, of Phut (Hebreeuws: פוט pûṭ); was volgens de volkerenlijst en Genesis 10:6 de derde zoon van Cham. Hij is volgens dit verslag de broer van Kus, Mizraïm en Kanaän.
Put is Hebreeuws voor Libië. Volgens de Joodse historicus Flavius Josephus was Put de stichter van Libië en lag er in Noord-Afrika ook een gelijknamige rivier, ook naar Put vernoemd. Plinius de Oudere schrijft over een rivier genaamd Phuth; volgens zijn verslag zou deze in het huidige Marokko hebben gelegen. Een Libische connectie zou eveneens zijn afgeleid uit Nahum 3:9, waarin staat dat Put en Libiërs Egypte te hulp schoten.
In de Bijbel worden de nakomelingen van Put krijgers genoemd en zijn ze de bondgenoot van Mizraïm.